# 富山県道273号浅地小矢部線
富山県道273号浅地小矢部線（とやまけんどう273ごう あさじおやべせん）は、富山県小矢部市内を通る一般県道（富山県道）である。

## 概要

### 路線データ
- 起点：富山県小矢部市浅地字中坪7335[1]（＝浅地（南）交差点・国道359号交点）
- 終点：富山県小矢部市上野本西678[1]

## 歴史
- 1960年（昭和35年）4月23日：浅地石動線として路線認定[2]。
- のちに、現在の路線名に変更。

## 路線状況

### 重複区間
- 富山県道16号砺波小矢部線（小矢部市綾子・綾子（南）交差点 - 同市石動町・石動町西交差点）

## 地理

### 通過する自治体
- 富山県小矢部市

### 接続道路
- 国道359号（小矢部市浅地・浅地（南）交差点：起点）
- 富山県道260号安養寺砺波線（小矢部市浅地・薮波交差点）
- 富山県道368号藤森岡線（小矢部市矢水町・矢水町交差点）
- 富山県道370号富山庄川小矢部自転車道線（小矢部市矢水町）
- 富山県道16号砺波小矢部線（小矢部市綾子・綾子（南）交差点）
- 富山県道370号富山庄川小矢部自転車道線（小矢部市石動町）
- 国道471号（富山県道16号砺波小矢部線、富山県道42号小矢部福光線重複）（小矢部市石動町）

### 周辺
- 北陸自動車道 小矢部川サービスエリア
- 小矢部川
- 山口ニット 小矢部工場
- 北陸エステアール協同組合
- ハローワーク小矢部
- 小矢部郵便局
- あいの風とやま鉄道線 石動駅